# Vicus Matrini
Vicus Matrini era un'antica mansio posta lungo la via Cassia, tra le stazioni di Sutrium e Forum Cassi. Era ubicata presso l'odierno Casale delle Capannacce, sito all'interno del comune di Capranica (VT)..
La mansio è riportata solo nella Tabula Peutingeriana.

## Descrizione
Verosimilmente, Vicus Matrini prendeva il nome dalla famiglia dei Matrini, due membri della quale furono pontefici nella vicina colonia di Sutrium.
Nel 1633, Luca Olstenio descrisse un'iscrizione sepolcrale appartenente a una tomba di membri della famiglia dei Matrini rinvenuta presso il Casale delle Capannacce, cosa che gli permise di identificare il sito di Vicus Matrini, che in precedenza si riteneva che fosse ubicato presso Ronciglione. Ulteriore attestazione della presenza della famiglia dei Matrini sono il bollo laterizio impresso su quattro mattoni e un bollo impresso su un'anfora da Blera. Il bollo laterizio cita le Figlinas Matrinianas, che probabilmente si trovavano in quest'area.
A supporto dell'identificazione vi è la corretta distanza fra le stazioni della via Cassia riportate nella Tabula Peutingeriana: infatti la distanza tra il casale delle Capannacce e la chiesa diruta di Santa Maria in Forcassi, dove sorgeva il Forum Cassi, è pari a 6 km, corrispondenti alle IV miglia della Tabula. Il sito non è mai stato oggetto di scavi, ma da ricognizioni in superficie si è riscontrata una notevole estensione di frammenti fittili, risalenti alla prima età imperiale. Inoltre, risale a questo periodo anche un'iscrizione che cita la realizzazione di un acquedotto che riforniva di acqua i residenti del Vicus. Sul muro esterno del Casale delle Capannacce è murato un rilievo che mostra Mitra che uccide un toro, probabilmente proveniente da Sutri.
A sud di Vicus Matrini, lungo la via Cassia, sono ancora esistenti i ruderi di tre monumenti funebri di età romana.
Già Filippo Cluverio aveva dubitato su quanto asserito da Pomponio Sabino, circa il primitivo Vicus Matrini a cui fece seguito il successivo Vicus Cimini che ne prese il posto e la località di Ronciglione